# Аш Кечъм
Аш Кечъм е едно нормално дете, което мечтае да си има свой Покемон. Професор Оук му подарява най-мощния електрически покемон Пикачу от клиниката. Отначало не се разбират, но се сдобряват. Аш печели първата си победа срещу приятеля си Брок. Двамата стават приятели на Индиго лига, след това Брок и Аш срещат Мисти и сладичкият покемон Тогиби. После тримата приятели отиват на Джото шампионат където ги очакват много приключения. След това приключенията му минават през Хоен, Сино, Юнова, Калос и сега е в островния регион Алола.

## Покемон на Аш

### Под ръка
Пикачу, Роулет, Рокръф, Литен

### При професор Оук
Бълбазор, Чаризард, Кинглър, Мюк, Торос (30), Снорлакс, Херакрос, Бейлийф, Куилава, Тотодайл, Ноктоул, Донфан, Суелоу, Скептайл, Корфиш, Торкол, Глейлай, Стараптор, Тортера, Инфернейп, Буизъл, Гибъл, Глайскор, Ънфезант, Ошауот, Пигнайт, Снайви, Скраги, Лийвани, Палпитоуд, Болдоре, Круукодайл, Талонфлейм, Хаулуча, Нойверн

### Трениращи се
Праймейп, Скуиртъл

### Освободени
Бътърфрий, Пиджот, Лапрас, Гренинджа, Гудра

### Разменени
Ратикейт, Ейпом

### Неофициално
Хаунтър, Ларвитар

### Подарени
Бийдрил

### Назаем
Пиджи, Ратата, Рапидаш, Поригон, Тогепи, Уизинг, Арбок, Мяут, Хуутхуут, Старю, Сайдък, Сийкинг, Арканайн, Пиджот, Флайгон, Ломбре, Хитмонлий, Пиплъп, Судоудо, Пачирису, Райчу, Спойнк, Ментайк, Луксио, Котоний, Кобалион, Бътърфрий, Райхорн, Вивилон, Скидо, Флоргес, Панчам, Луксрей, Латиос, Латиас, Рикуейза, Мамосвайн, Литлео, Чарджабъг